# Anthoceros adscendens
Anthoceros adscendens là một loài rêu trong họ Anthocerotaceae. Loài này được Lehm. & Lindenb. mô tả khoa học đầu tiên năm 1832.